# جيورجوس باباندريو
جيورجوس باباندريو (باليونانية: Γιώργος Παπανδρέου)‏ هو لاعب كرة قدم يوناني في مركز الهجوم، ولد في 12 فبراير 1969 في أثينا في اليونان. لعب مع أولمبياكوس نيقوسيا وإثنيكوس ونادي أبويل ونادي كافالا.